# Charles Wallace Richmond
Pour les articles homonymes, voir Richmond.
Charles Wallace Richmond est un ornithologue américain, né en 1868 et mort en 1932.
En 1888, Richmond prend part à une expédition scientifique géologique dans le Montana. Après un voyage, destiné à récolter des spécimens au Nicaragua, il rejoint le personnel du National Museum of Natural History de Washington, D.C.. En 1894, il devient conservateur-assistant puis conservateur de cette institution.